# 天全土司
天全土司（藏語：འགག་སྨད།，威利转写：'gag smad）是五代十国至清朝时期四川境内的一个世袭土司，为嘉绒十八土司之一。其辖境在今日四川雅安市的天全县、汉源县、泸定县一带。此土司辖境扼守雅州三十六番前往汉地的要道，地理位置十分重要。
天全土司有正、副土司二名，正土司姓高氏，副土司姓杨氏，他们均自称是唐朝期间迁入的汉人后代。882年（中和二年），邛州、大邑发生叛乱，陈静瑄领兵前往平叛。江南宁江府人高卜锡、千牛卫太原人杨端随军西征，进入天全地区，此后奉命世代镇守此地。五代十国时期，他们的后代高囊（阁藏）、杨夹矢接受后蜀册封。高氏建署于始阳，杨氏建署于碉门，正式成为土司。此后，天全土司先后接受宋朝和元朝的册封任命。元朝期间，以高氏为六番招讨司、杨氏为天全招讨司。
1371年（洪武四年），汤和、傅友德率领明军进入四川，六番招讨司高国英、天全招讨司杨永忠归附。1373年，将天全、六番二招讨司合并为天全六番招讨司，以高氏为正土司，治所位于今日天全县的始阳镇；以杨氏为副土司，治所位于今日天全县的城厢镇。
1520年（正德十五年），天全土司下辖百姓与芦山县百姓发生田地纠纷，芦山县知县屠峦处置失当，引起天全正土司高文林父子的不满，遂起兵叛乱，副土司杨世仁也与之勾结。翌年，明朝派兵杀死高文林，擒获其子高继恩，另外选择其宗族一人继承土司之位。
张献忠建立大西政权后，派张能奇率兵占领雅州，并颁赐金印给天全土司，遭到天全正副土司的一致拒绝。大西军入侵天全，副土司杨之明阵亡，但随后天全就将大西军击退。1652年（顺治九年），正土司高跻泰、副土司杨先柱归附清朝，仍授原职。1702年，副土司杨自唐在镇压昌侧集烈之乱中有功，封为宣慰司。
1728年（雍正六年），川陕总督岳钟琪告发天全土司贪残不法，奏请将其改土归流。翌年，得到雍正帝的批准。正土司高若蹯、副土司杨大业均被追缴印信号纸，废为庶人，其领地设立天全州，派遣流官管理。高氏、杨氏族人被迁于江西南昌，均赠田60亩。

## 历任土司

### 正土司
- 高金毂
- 高宝锡
- 高德福
- 高上元
- 高世杰
- 高国英
- 高敬让
- 高凤
- 高崧
- 高文林
- 高勋
- 高继恩
- 高继光
- 高定
- 高仲德
- 高基
- 高跻泰
- 高柱
- 高若璠

### 副土司
- 杨可大
- 杨管
- 杨嘉始
- 杨乐鲁
- 杨藏璞
- 杨允忠
- 杨钦
- 杨玺
- 杨显昭
- 杨怀
- 杨恺
- 杨文全
- 杨方
- 杨世仁
- 杨泰
- 杨合
- 杨时誉
- 王氏（摄政）
- 杨愈
- 杨时和
- 杨之鼎
- 杨之明
- 杨之乔
- 杨常
- 杨先桂
- 杨自唐
- 杨大业